# Okolona (Arkansas)
Okolona es un pueblo ubicado en el condado de Clark en el estado estadounidense de Arkansas. En el Censo de 2010 tenía una población de 147 habitantes y una densidad poblacional de 72,77 personas por km².

## Geografía
Okolona se encuentra ubicado en las coordenadas 34°0′2″N 93°20′15″O / 34.00056, -93.33750. Según la Oficina del Censo de los Estados Unidos, Okolona tiene una superficie total de 2.02 km², de la cual 2.02 km² corresponden a tierra firme y (0%) 0 km² es agua.

## Demografía
Según el censo de 2010, había 147 personas residiendo en Okolona. La densidad de población era de 72,77 hab./km². De los 147 habitantes, Okolona estaba compuesto por el 78.91% blancos, el 19.73% eran afroamericanos, el 0% eran amerindios, el 0% eran asiáticos, el 0% eran isleños del Pacífico, el 0.68% eran de otras razas y el 0.68% pertenecían a dos o más razas. Del total de la población el 0.68% eran hispanos o latinos de cualquier raza.